# Rostads folkskoleseminarium
Rostads folkskolelärarinneseminarium i Kalmar grundades 1877 efter en donation av Cecilia Fryxell (1806-1883). Hon hade 1858 privat inköpt gården Rostad i Kalmar och där öppnat flickskoleundervisning. Eleverna rekryterades från hela landet. När hon vid 71 års ålder drog sig tillbaka från skolverksamheten donerades skolan till staten. Eleverna gick huvudsakligen över till Nisbethska skolan i Kalmar, som bedrev motsvarande undervisning, eftersom staten beslöt att omvandla Fryxells skola på Rostad till folkskolelärarinneseminarium. Detta fortsatte att allmänt kallas Rostad, men inte förrän genom Kungl. maj:ts beslut fick det från den 1 juli 1950 den officiella benämningen Rostads folkskoleseminarium i Kalmar, en av de första högre utbildningsanstalterna i landet med ett eget namn fogat till utbildningsbenämningen och orten. Folkskoleseminariet omvandlades 1968 till Lärarhögskolan i Kalmar med uppdrag att utbilda låg- och mellanstadielärare.
I dag bedrivs lärarutbildningen i Kalmar av Linnéuniversitetet. Rostads gård är sedan 2006 ett privatägt högstadium, Södra Skolan, med elever i årskurs 6–9. År 2017 tog skolan även in elever i årskurs 4-5.

## Rektorer
- 1878-1894 Johan Gustaf af Geijerstam Gösta af Geijerstam den yngre
- 1894–1912 Johan Wickbom
- 1912–1925 Augusta Westerberg
- 1925–1945 Hjalmar Nilsson
- 1945–1957 Nils Gustaf Ohlsson
- 1957–1963 Erik Blix
- 1963–     Harry Lundh